# 吴航街道
25°57′29″N 119°31′21″E / 25.95806°N 119.52250°E
吴航街道是中国福建省福州市长乐区下辖的一个街道，是长乐区医院、长乐区人民武装部等机关驻地。

## 历史沿革
2003年，长乐市撤销吴航镇并设立吴航街道和航城街道，今属福州市长乐区。

## 行政区划
吴航街道共辖10个社区和3个行政村，分别是：
东关社区、十洋社区、洋锦社区、西关社区、胜德社区、三峰社区、航兴社区、航华社区、西滨社区、景美社区、东关村、十洋村和西关村。